# Werftdivision
Die Werftdivision war eine Einheit der Preußischen Marine zur Versorgung der Flotte mit Maschinen- und Handwerkerpersonal.

## Entstehung

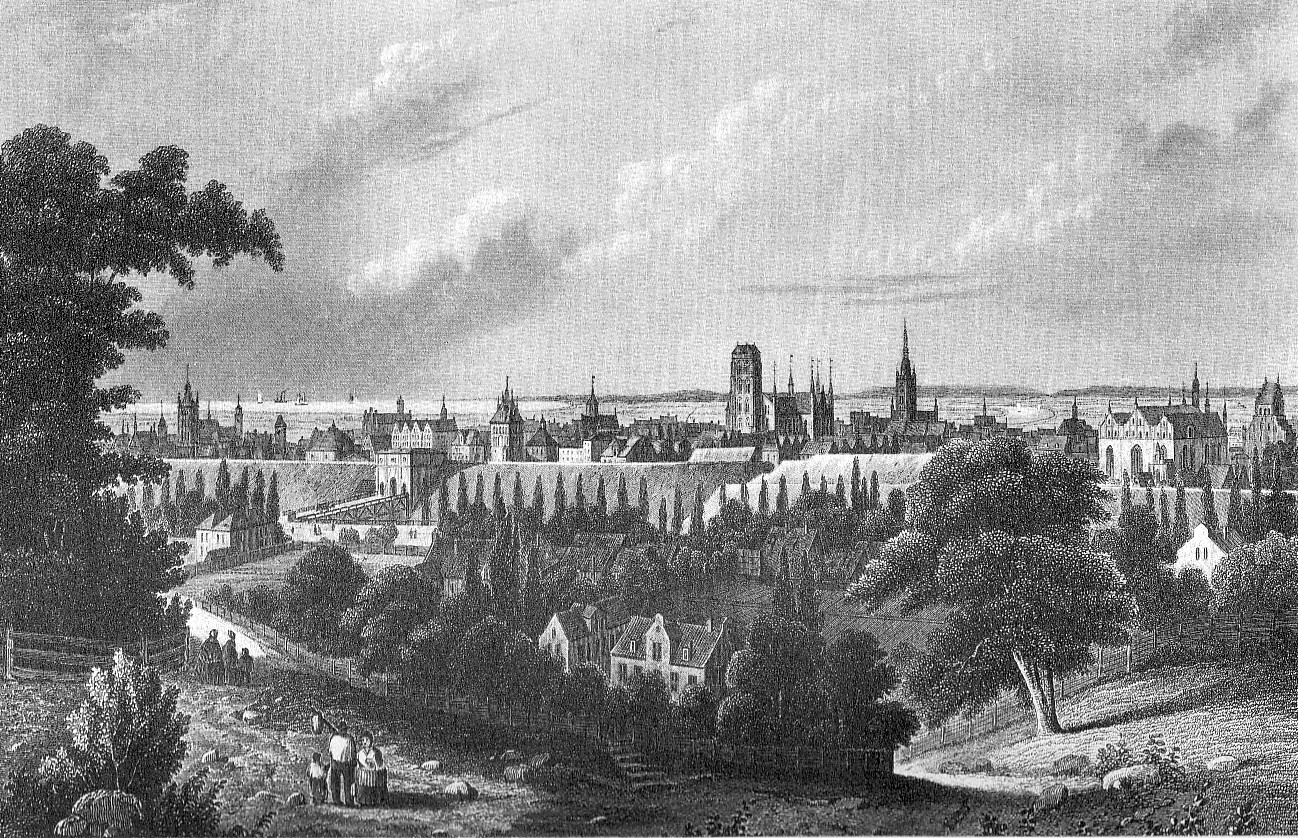
Danzig um 1850

Nach Errichtung der Marinestation der Ostsee in Danzig zum 1. Mai 1854 wurde dort mit dem Organisationsreglement vom 7. Juli 1854 zunächst ein sogenanntes Werftkorps gebildet. Dieses bestand aus drei Kompanien:
- Werftmatrosen-Kompanie
- Maschinisten-Kompanie
- Handwerks-Kompanie

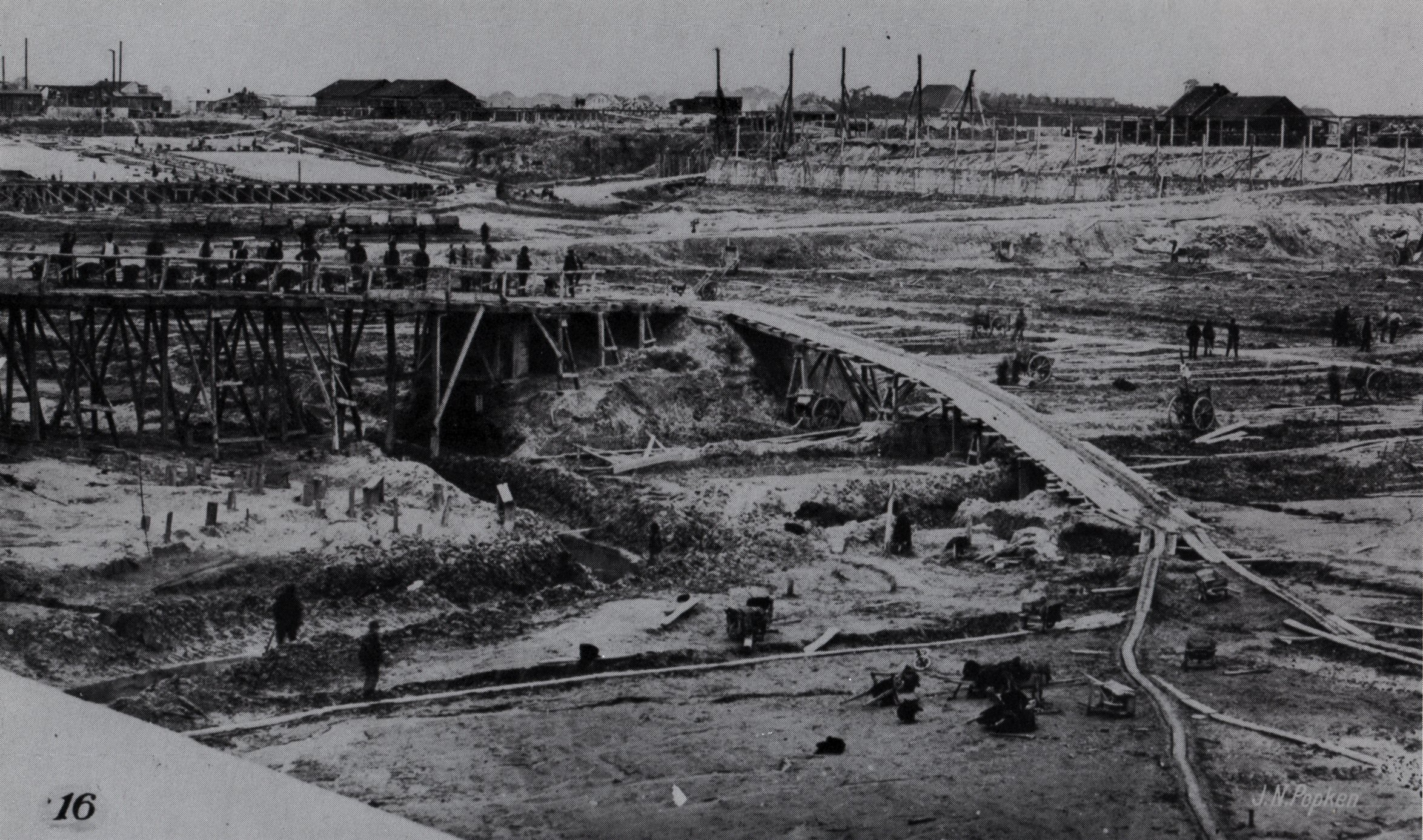
Aushub der Hafen- und Schleusenanlagen in Wilhelmshaven, 1860er Jahre

Nach dem Erwerb Wilhelmshavens und der Übergabe an die Preußische Marine unter dem Namen Königliches Preußisches Jadegebiet im November 1854 wurden Teile des Werftkorps dorthin verlegt.

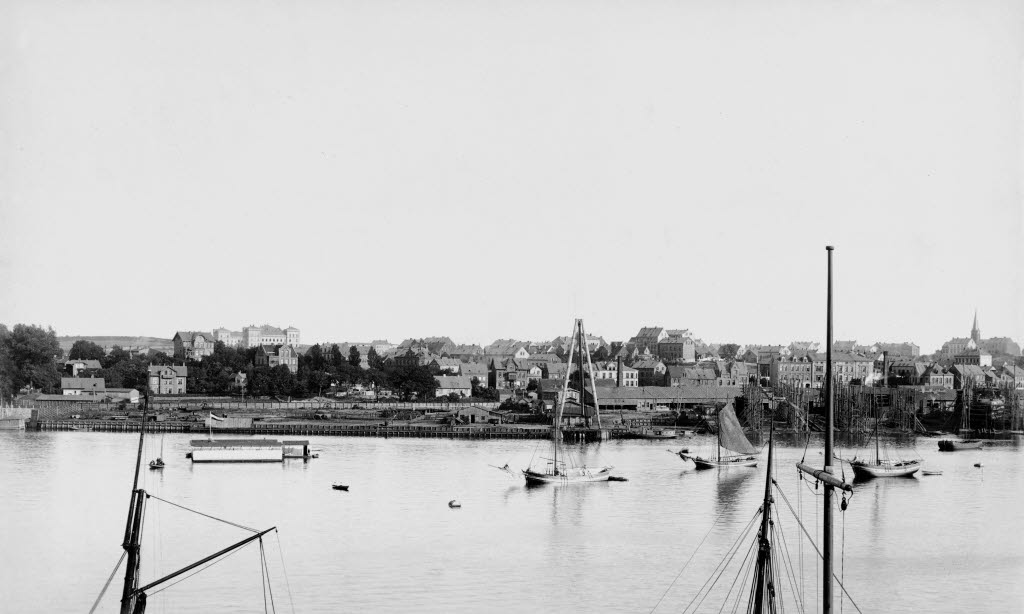
Blick auf Kiel: links die Kaserne der I. Werftdivision, ca. 1890

Mit Erlass vom 10. Januar 1857 wurde für Danzig und für Wilhelmshaven jeweils eine Werftdivision eingerichtet. Hierfür wurde das bestehende Werftkorps verwendet und auf die beiden Marinestationen aufgeteilt. 1865 wurde das Werftkorps aus Danzig als neue Werftdivision nach Kiel verlegt. Die Maschinisten und Handwerker blieben der jeweiligen Werftdivision zugeteilt, wohingegen die Werftmatrosen zu der neu eingerichteten Matrosendivision zugeordnet wurden. Die Maschinisten und Handwerker wurden in Abteilungen gegliedert, wobei zur Maschinistenabteilung auch die Heizer als eigene Sektion zählten. Technisch unterstand die Werftdivision dem jeweiligen Werftdirektor und in militärischen und finanziellen Dingen dem jeweiligen Kommandeur.
Mitte 1866 wurden die Werftdivisionen dem Oberbefehl der jeweiligen Marinestationen unterstellt und aus den beiden Abteilungen der Maschinisten und Handwerken jeweils zwei Kompanien gebildet.
Nachdem in Wilhelmshaven im Jahr 1870 die Marinestation der Nordsee errichtet worden war, wurde im Juni 1872 angeordnet, die beiden Werftdivisionen mit einer numerischen Zuordnung zu versehen. Die I. Werftdivision war dann für die Marinestation der Ostsee verantwortlich und die II. Werftdivision für die Marinestation der Nordsee. Die Zuweisung von Offizieren erfolgte durch den Chef der Admiralität.
Ab 1884 waren die Werftdivisionen nicht mehr den Marinestationen untergeordnet, sondern erhielten die Zuordnung zu den jeweiligen Marine-Inspektionen in Kiel und Wilhelmshaven.

## Aufgaben
Die Werftdivisionen waren zur Ausführung der Werftarbeiten vorgesehen. Sie hatten auch die Besetzungen der Schiffe mit Handwerkern, Maschinisten und Heizern vorzunehmen.

## Werftdivision der Ostseeflotte/I. Werftdivision

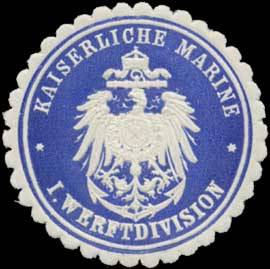
Siegelmarke I. Werftdivision

Mit dem 10. Januar 1857 wurde für die Marinestation der Ostsee eine Werftdivision der Ostseeflotte eingerichtet. Die Garnison war in Kiel.
Ab Juni 1872 hieß die Division I. Werftdivision.
Ab Ende August 1917 diente das ehemalige Linienschiff Braunschweig als Wohnschiff der Division.

### Kommandeure (Auswahl)
- Korvettenkapitän/Kapitän zur See Archibald MacLean: von etwa 1870 bis Mitte Dezember 1877[8]
- Kapitän zur See Alexander von Monts: von Mitte Dezember 1877[8] bis Ende Oktober 1880
- Kapitän zur See Bartholomäus von Werner: von Ende Oktober 1880 bis Oktober 1881
- Korvettenkapitän Karl Paschen: von Oktober 1881 bis Ende Dezember 1881
- Kapitän zur See Schulze: etwa 1885 bis Ende September 1887
- Kapitän zur See Felix von Bendemann: ab Ende September 1887
- Kapitän zur See Ernst Aschmann: etwa 1889 bis Ende März 1890
- Kapitän zur See Adolf Claussen von Finck: bis 1891
- Kapitän zur See Walther Koch: von September 1891 bis Ende Februar 1893
- Kapitän zur See Armand Freiherr von Erhardt: von Ende März 1893 bis Mitte Juli 1895
- Kapitän zur See Rudolf Rittmeyer: 1895
- Kapitän zur See Georg Sarnow: von 1896 bis April 1897
- Kapitän zur See Johannes Merten: von November 1904 bis Oktober 1907
- Kapitän zur See Max Schlicht: von September 1914 bis September 1915
- Kapitän zur See Friedrich Kurtz: von Dezember 1916 bis März 1918
- Kapitän zur See Richard Ackermann: von März 1918 bis März 1919

## Werftdivision der Nordseeflotte/II. Werftdivision

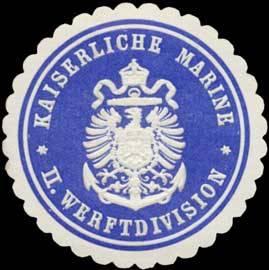
Siegelmarke der II. Werftdivision

Mit dem 10. Januar 1857 wurde für die Marinestation der Nordsee eine Werftdivision der Nordseeflotte eingerichtet. Die Garnison war in Wilhelmshaven.
Ab Juni 1872 hieß die Division II. Werftdivision.

### Kommandeure (Auswahl)
- Korvettenkapitän/Kapitän zur See Marinus Struben: etwa 1872/73
- Korvettenkapitän Ludwig Hassenpflug: etwa 1874
- Kapitän zur See Wilhelm von Wickede: 1875/76
- Kapitän zur See Max von der Goltz: von Ende September 1876 bis Ende Dezember 1877[8]
- Korvettenkapitän/Kapitän zur See Philipp von Kall: von Ende Dezember 1877[8] bis 1880
- Kapitän zur See Karl August Deinhard: von 1880 bis 1885
- Kapitän zur See Hermann Chüden: etwa 1886 bis Ende September 1887
- Kapitän zur See Gustav Stempel: von Ende September 1887 bis Mitte November 1888
- Kapitän zur See Walther Koch: etwa 1889
- Kapitän zur See Oscar Schuckmann: ab Mitte September 1891
- Korvettenkapitän Alfred Gruner: von Mitte September 1891 bis Februar 1892 mit der Wahrnehmung der Geschäfte beauftragt
- Kapitän zur See Friedrich von Wietersheim: von Februar 1892 bis Ende April 1893
- Kapitän zur See Fritz Rötger: bis Mitte Mai 1895
- Kapitän zur See Otto Flichtenhöfer: ab Mitte Mai 1895
- Kapitän zur See Hans Oelrichs: 1895
- Korvettenkapitän Alfred Brinkmann: ab 1897 mit der Wahrnehmung der Geschäfte beauftragt
- Kapitän zur See Otto Hoepner: bis Mai 1904
- Fregattenkapitän Friedrich von Kühlwetter: in Vertretung, von November 1907 bis April 1908
- Kapitän zur See Leberecht Maaß: von Oktober 1910 bis September 1913
- Kapitän zur See Carl Tägert: bis September 1914
- Konteradmiral Ludwig Bruch: vom 15. September 1914 bis 2. Februar 1916
- Kapitän zur See Paul Fischer: von Februar 1916 bis Kriegsende